# Флажолет (звуковидобування)
Флажоле́т — специфічний прийом звуковидобування на струнних інструментах, що являє собою ізольоване звучання певного гармонійного призвука. Також флажолетом називається сам отримуваний звук-обертон. На струнних інструментах виконується шляхом часткового притиснення струни в точці ділення її довжини на 2 (висота звучання струни підвищується на октаву), на 3 (дуодециму), на 4 (2 октави) і т. д.

## Механізм видобування
Звук-флажолет отримується шляхом легкого торкання пальцем до струни в тому місці, де вона поділяється на половинні, треті, чверті та інші частини. Такий дотик не заважає коливатися цим частинам, що видають гармонійні призвуки та знищує коливання всіх великих частин струни. В результаті чути свистячий звук — флажолет, тобто складна частина звичайного звучання струни.
Флажолет відрізняється ніжністю та меншою силою звука, але також деякою порожнечею та холоднуватістю тембру, що нагадує тембр старовинної флейти (флажолета). Звідси й назва цих звуків.

## Різновиди

Схема утворення Флажолету

Флажолети є:
- натуральні — гармонічні призвуки на струнних інструментах, які звучать без основного тону при легкому торканні пальцем до відкритої струни у місцях, які точно ділять її на дві, три, чотири й т.д. частини. Від кожного такого торкання починають звучати відповідно другий, третій, четвертий й т.д. гармонічні обертони звуку, що відповідає настройці струни. Натуральний флажолет позначається нотою, яка вийшла б від звичайного притискання струни, з цифрою 0 (нуль), яка вказує на необхідність легкого торкання пальця в цьому місці.

- штучні — особливі звуки, які отримують з використання двох пальців одночасно — один притискає струну до грифа, а інший злегка торкається її у відрізку, що звучить, в якомусь з місць точного поділу цього відрізку на дві, три й т. д. частини. Від цього заглушуються коливання усієї довжини відрізка струни, що звучить, але зберігаються коливання тих частин струни, яким не заважає палець, що її торкається. В результаті виникає штучний флажолет, тобто тільки призвук, що отримується від частин струни, що коливаються.

Штучний флажолет записується двома або трьома нотами різної форми у вигляді інтервалу або акорду. Звичайна нота вказує місце, де палець притискає струну до грифа. Нота у вигляді полого ромбу вказує місце, де палець злегка притискається до струни. Маленька нота (інколи розміщена у дужках) вказує висоту отриманого штучного флажолета. Ця остання нота може бути відсутньою.
Штучні флажолети поділяються (в залежності від інтервалу між місцями притискання струни й торкання до неї пальцем) на 
- квінтовий (звучить дуодецимою вище за ноту відповідну місцю притискання струни);
- квартовий (звучить двома октавами вище за ноту відповідну місцю притискання струни);
- великий терцієвий (звучить великою терцією через дві октави вище за ноту відповідну місцю притискання струни);
- малий терцієвий (звучить квінтою через дві октави вище за ноту відповідну місцю притискання струни).

## Діаграми
Діаграма нижче ілюструє можливість видобування флажолетів від певного основного тону на струнному інструменті. Чорні горизонтальні лінії ілюструють струну, настроєні на висоту, позначену літерою ліворуч. Кольорові квадрати вздовж струни означають можливість отримання наступних флажолетів, що можна видобути приглушенням струни у місці, вказаному кольоровим квадратом; висота отриманого в такий спосіб флажолету подана в кожному квадраті. Надписи на осі на діаграмі зверху означають позицію на струні, на якому  струна приглушується. Цифри внизу означають позицію відносно її повної довжини, вгорі — відносно музичного інтервалу, що утворюється між висотою відкритої струни та висотою відповідного звуку при звичайному її притисканню. Наприклад, блокуючи коливання струни E (в горі діаграми) в точці означеній 1/2 (P8, сірий квадрат) отримуємо звук E октавою вище від основного тону.

Позначення інтервалів: М = великий, m = малий, P = чистий. Позначення звуків згідно з американською нотацією

Розташування квартових та квінтових натуральних флажолетів на гітарі показано діаграмою нижче. Римськими цифрами — показано номер ладку, біля якого струна приглушується, букви в кружечках — відкриті струни, в ромбах — звуки, що утворюються.  

Позначення звуків згідно з американською нотацією